# Tensor eletromagnético de tensão–energia
Na física relativística, o tensor eletromagnético tensão–energia é a contribuição para o tensor tensão–energia devido ao campo eletromagnético. O tensor tensão–energia descreve o fluxo de energia e momento no espaço-tempo. O tensor eletromagnético de tensão–energia contém o negativo do tensor de tensão de Maxwell clássico que governa as interações eletromagnéticas.

## Definição

### Unidades do S.I.
No espaço livre e no espaço-tempo plano, o tensor eletromagnético tensão–energia em unidades do S.I. é:
{\displaystyle T^{\mu \nu }={\frac {1}{\mu _{0}}}\left[F^{\mu \alpha }F^{\nu }{}_{\alpha }-{\frac {1}{4}}\eta ^{\mu \nu }F_{\alpha \beta }F^{\alpha \beta }\right]\,.}
onde {\displaystyle F^{\mu \nu }} é o tensor eletromagnético e onde {\displaystyle \eta _{\mu \nu }} é o tensor métrico de Minkowski [en] de assinatura métrica (− + + +). Ao usar a métrica com assinatura (+ − − −), a expressão à direita do sinal de igual terá sinal oposto.
Explicitamente em forma de matriz:
{\displaystyle T^{\mu \nu }={\begin{bmatrix}{\frac {1}{2}}\left(\epsilon _{0}E^{2}+{\frac {1}{\mu _{0}}}B^{2}\right)&{\frac {1}{c}}S_{\text{x}}&{\frac {1}{c}}S_{\text{y}}&{\frac {1}{c}}S_{\text{z}}\\{\frac {1}{c}}S_{\text{x}}&-\sigma _{\text{xx}}&-\sigma _{\text{xy}}&-\sigma _{\text{xz}}\\{\frac {1}{c}}S_{\text{y}}&-\sigma _{\text{yx}}&-\sigma _{\text{yy}}&-\sigma _{\text{yz}}\\{\frac {1}{c}}S_{\text{z}}&-\sigma _{\text{zx}}&-\sigma _{\text{zy}}&-\sigma _{\text{zz}}\end{bmatrix}},}
onde
{\displaystyle \mathbf {S} ={\frac {1}{\mu _{0}}}\mathbf {E} \times \mathbf {B} ,}
é o vetor de Poynting,
{\displaystyle \sigma _{ij}=\epsilon _{0}E_{i}E_{j}+{\frac {1}{\mu _{0}}}B_{i}B_{j}-{\frac {1}{2}}\left(\epsilon _{0}E^{2}+{\frac {1}{\mu _{0}}}B^{2}\right)\delta _{ij}}
é o tensor de tensão de Maxwell e c é a velocidade da luz. Assim, {\displaystyle T^{\mu \nu }} é expresso e medido em unidades de pressão do S.I. (pascal).

### Convenções de unidades C.G.S.
A permissividade do espaço livre e a permeabilidade do espaço livre em  unidades gaussianas c.g.s. são:
{\displaystyle \epsilon _{0}={\frac {1}{4\pi }},\quad \mu _{0}=4\pi \,}
então:
{\displaystyle T^{\mu \nu }={\frac {1}{4\pi }}\left[F^{\mu \alpha }F^{\nu }{}_{\alpha }-{\frac {1}{4}}\eta ^{\mu \nu }F_{\alpha \beta }F^{\alpha \beta }\right]\,.}
e na forma de matriz explícita:
{\displaystyle T^{\mu \nu }={\begin{bmatrix}{\frac {1}{8\pi }}\left(E^{2}+B^{2}\right)&{\frac {1}{c}}S_{\text{x}}&{\frac {1}{c}}S_{\text{y}}&{\frac {1}{c}}S_{\text{z}}\\{\frac {1}{c}}S_{\text{x}}&-\sigma _{\text{xx}}&-\sigma _{\text{xy}}&-\sigma _{\text{xz}}\\{\frac {1}{c}}S_{\text{y}}&-\sigma _{\text{yx}}&-\sigma _{\text{yy}}&-\sigma _{\text{yz}}\\{\frac {1}{c}}S_{\text{z}}&-\sigma _{\text{zx}}&-\sigma _{\text{zy}}&-\sigma _{\text{zz}}\end{bmatrix}}}
onde o vetor de Poynting se torna:
{\displaystyle \mathbf {S} ={\frac {c}{4\pi }}\mathbf {E} \times \mathbf {B} .}
O tensor tensão-energia para um campo eletromagnético em um meio dielétrico é menos bem compreendido e é o assunto da controvérsia não resolvida de Abraham – Minkowski.
O elemento {\displaystyle T^{\mu \nu }\!} do tensor tensão-energia representa o fluxo do μ-ésimo componente do quadrimomento do campo eletromagnético, {\displaystyle P^{\mu }\!}, passando por um hiperplano ({\displaystyle x^{\nu }} é constante ). Representa a contribuição do eletromagnetismo para a fonte do campo gravitacional (curvatura do espaço-tempo) na relatividade geral.

### Propriedades algébricas
O tensor eletromagnético tensão-energia tem várias propriedades algébricas:
- É um tensor simétrico:
{\displaystyle T^{\mu \nu }=T^{\nu \mu }}
- O tensor {\displaystyle T^{\nu }{}_{\alpha }} não tem traços:
{\displaystyle T^{\alpha }{}_{\alpha }=0.}

Usando a forma explícita do tensor,
{\displaystyle T_{\mu }^{\mu }={\frac {1}{4\pi }}\left[\eta _{\mu \nu }F^{\mu \alpha }F^{\nu }{}_{\alpha }-\eta _{\mu \nu }\eta ^{\mu \nu }{\frac {1}{4}}F^{\alpha \beta }F_{\alpha \beta }\right]}
Baixando os índices e usando o fato de que
{\displaystyle \eta ^{\mu \nu }\eta _{\mu \nu }=\delta _{\mu }^{\mu }}
{\displaystyle T_{\mu }^{\mu }={\frac {1}{4\pi }}\left[F^{\mu \alpha }F_{\mu \alpha }-\delta _{\mu }^{\mu }{\frac {1}{4}}F^{\alpha \beta }F_{\alpha \beta }\right]}
Então, usando
{\displaystyle \delta _{\mu }^{\mu }=4},
{\displaystyle T_{\mu }^{\mu }={\frac {1}{4\pi }}\left[F^{\mu \alpha }F_{\mu \alpha }-F^{\alpha \beta }F_{\alpha \beta }\right]}
Observe que no primeiro termo, μ e α e apenas índices fictícios, então os renomeamos como α e β, respectivamente.
{\displaystyle T_{\alpha }^{\alpha }={\frac {1}{4\pi }}\left[F^{\alpha \beta }F_{\alpha \beta }-F^{\alpha \beta }F_{\alpha \beta }\right]=0}
{\displaystyle T^{00}\geq 0}
A simetria do tensor é como para um tensor tensão–energia geral na relatividade geral. O traço do tensor energia–momento é um escalar de Lorentz; o campo eletromagnético (e em particular as ondas eletromagnéticas) não tem escala de energia invariante de Lorentz, então seu tensor de energia-momento deve ter um traço de fuga. Essa ausência de traços eventualmente se relaciona com a falta de massa do fóton.

## Leis de conservação
O tensor eletromagnético tensão–energia permite uma maneira compacta de escrever as leis de conservação de energia e de momento linear no eletromagnetismo. A divergência do tensor tensão–energia é:
{\displaystyle \partial _{\nu }T^{\mu \nu }+\eta ^{\mu \rho }\,f_{\rho }=0\,}
onde {\displaystyle f_{\rho }} é a força de Lorentz (4D) por unidade de volume na matéria.
Esta equação é equivalente às seguintes leis de conservação 3D
{\displaystyle {\begin{aligned}{\frac {\partial u_{\mathrm {em} }}{\partial t}}+\mathbf {\nabla } \cdot \mathbf {S} +\mathbf {J} \cdot \mathbf {E} &=0\\{\frac {\partial \mathbf {p} _{\mathrm {em} }}{\partial t}}-\mathbf {\nabla } \cdot \sigma +\rho \mathbf {E} +\mathbf {J} \times \mathbf {B} &=0\ \Leftrightarrow \ \epsilon _{0}\mu _{0}{\frac {\partial \mathbf {S} }{\partial t}}-\nabla \cdot \mathbf {\sigma } +\mathbf {f} =0\end{aligned}}}
descrevendo respectivamente o fluxo de densidade de energia eletromagnética
{\displaystyle u_{\mathrm {em} }={\frac {\epsilon _{0}}{2}}E^{2}+{\frac {1}{2\mu _{0}}}B^{2}\,}
e densidade de momento eletromagnético
{\displaystyle \mathbf {p} _{\mathrm {em} }={\mathbf {S}  \over {c^{2}}}}
onde J é a densidade de corrente elétrica, ρ a densidade de carga elétrica e {\displaystyle \mathbf {f} } é a densidade de força de Lorentz.